# Ghiacciaio Calkin
Il ghiacciaio Calkin è un ghiacciaio alpino lungo circa 8 km situato nella zona occidentale dei colli Kukri, nella regione centro-occidentale della Dipendenza di Ross, in Antartide. Il ghiacciaio, il cui punto più alto si trova a circa 1800 m s.l.m., si trova in particolare a ovest del ghiacciaio Hughes e fluisce verso nord partendo dal versante nord-occidentale del picco Sentinel e scorrendo lungo il versante sud-orientale della valle di Taylor, senza però arrivare sul fondo della valle ma avvicinandosi al termine del ghiacciaio Taylor lì situato.

## Storia
Il ghiacciaio Calkin è stato scoperto e mappato dalla squadra occidentale della spedizione Terra Nova, condotta dal 1910 al 1913 e comandata dal capitano Robert Falcon Scott, ma è stato così battezzato solo in seguito dal Comitato consultivo dei nomi antartici in onore di Parker Calkin, un geologo del Programma Antartico degli Stati Uniti d'America che ha condotto studi in quest'area durante le stagioni 1960-61 e 1961-62.